# Estación Berdier
Berdier es una estación de ferrocarril ubicada la localidad del mismo nombre, en el Partido de Salto, Provincia de Buenos Aires, Argentina.
Fue construida por la Compañía General de Ferrocarriles en la Provincia de Buenos Aires en 1908, como parte de la vía que llegó a Rosario en ese mismo año.

## Ubicación
Estación de 1.ª categoría, habilitada para todos los servicios. Su ubicación se halla en el kilómetro 196 del ramal a Rosario. El edificio se encontraba rodeado de alambrado, con la clara misión de evitar su depredación, que ya ha comenzado tiempo atrás. Hoy en día la estación se encuentra en un estado total de abandono, aunque en su alrededor viven usurpadores, no existe mantenimiento de la misma y posee peligro de derrumbe. Inclusive la vía ha sido robada en varios tramos imposibilitando la llegada de la Asociación Amigos del Belgrano. Actualmente la misma asociación se encuentra recuperando la infraestructura de vías y de la estación siendo final del recorrido de la circulación de zorras en la estación Los Ángeles. Se ha dispuesto recuperar esta estación una vez finalizada las obras de puesta en valor de la estación Los Ángeles pero todavía no se sabe cuándo se realizará debido a los grandes costos de reparaciones que tiene la misma. El edificio de la estación Los Ángeles se encontraba en mejores condiciones comparado a esta estación, además que la vía se encontraba sin robos y con continuidad.

## Toponimia
Debe su nombre a Águeda Pacheco de Berdier, antigua propietaria de las tierras de la zona. En el año 2001 el INDEC determinó una población de 161 habitantes, con una medición de decrecimiento del 7,5% respecto del año 1991, lo que ubica al poblado en riesgo de desaparición.